# Draskovich János (kamarás)
Gróf trakostyáni Draskovich János, Janko Drašković (Zágráb, 1770. október 20. – Radkersburg, 1856. január 14.) közíró, főrend, országgyűlési követ, császári és királyi kamarás és valóságos belső titkos tanácsos volt.
Draskovich gróf minden erejét politikai tevékenységének és Horvátország magyarosítása elleni harcnak szentelte. A gróf a Habsburg Birodalom összes délszláv tartományát, azaz Horvátországot, Szlavóniát, Dalmáciát, Boszniát, Hercegovinát, Szlovéniát, Fiumét és a katonai határvidéket magában foglaló „Nagy Illíriát” képzelte el. Sürgette, hogy ez a „Nagy-Ilíria” legyen közigazgatásilag független Magyarországtól, melynek feje a „bannus” legyen, aki közvetlenül a királynak felelős. Ha a Habsburg-monarchia megtagadná ezeket a feltételeket, Draskovich azt javasolta, hogy az egyesült horvát területek váljanak el Magyarországtól.

## Élete és munkássága
A tekintélyes nemesi származású gróf trakostyáni Draskovich családban született. 1770-ben született Zágrábban, de szinte egész életét a trakostyáni családi várkastélyban élte le. Apja gróf Draskovich János (1746–1787), földbirtokos, anyja báró alsómalatini Malatinszky Apollónia (1746–1787) volt. Az apai nagyszülei gróf Draskovich Kázmér (1716–1765), főtáborszernagy, Erdély főhadparancsnoka, földbirtokos és felsőmalatini Malatinszky Zsuzsanna (1717–1786) voltak. Az anyai nagyszülei báró alsómalatini Malatinszky János, földbirtokos és berzeviczei és kakaslomniczi Berzeviczy Barbara voltak. Az apai nagyapai dédszülei gróf trakostyáni Draskovich János (1675–1733) nagybirtokos főnemes, Baranya és Valkó vármegye főispánja, altábornagy, királyi főkamarás, horvát bán, nagybirtokos és gróf Maria Catharina von Brandis (1680–1751) voltak.
Gyermekkorában magánoktatásban részesült, mely kiváló jogtudóssá, valamint a latin és számos világ- és szláv nyelv folyékony ismeretével a korabeli Horvátország egyik legműveltebb emberévé tette. A 19. század fordulóján Horvátország legjobban képzett nemesének számított. Az irodalom szerelmeseként maga is írt verseket, de nem ez teszi jelentőssé horvát történelemben. Fiatalon katonai pályára kezdett, 1787 és 1792 között hadnagyi rangban aktív tisztként szolgált a hadseregben, de egészségügyi okok miatt leszerelt a katonaságtól. A Károlyváros melletti rečicai birtokán telepedett le, de időnként Zágrábban is élt. Önkéntes alakulatok tagjaként (1802-ben alezredesként, 1805-ben és 1809–11-ben ezredesként) részt vett a Napóleon-ellenes háborúkban. 1792-től részt vett a horvát országgyűlés munkájában, majd 1825-től horvát országgyűlési munka mellett rendszeresen részt vett a közös magyar-horvát országgyűlés munkájában is.
Draskovich gróf idejében Horvátország a Habsburg uralom alatt álló Magyar Királyság része volt. A magyar államvezetés mind kulturális, mind nyelvi tekintetben megkísérelte magyarosítással egységesíteni az országot. Ez a folyamat az 1820–1830-as években még intenzívebbé vált. Ennek jele volt, hogy az 1825–27-es pozsonyi országgyűlés Horvátország hivatalos nyelveként határozta meg a magyart, 1827-ben pedig a horvát szábor törvényt hozott a magyar nyelv kötelező tantárggyá tételéről a horvát középiskolákban. Ennek hatására indult el 1831-ben Ljudevit Gaj vezetésével a horvát nemzeti mozgalom, az ún. illír mozgalom, amely a horvátok politikai és kulturális megújulásért küzdött.
János gróf ekkor már 62 éves volt, de azonnal csatlakozott a mozgalomhoz, és 1832-ben Károlyvárosban publikálta „Disertacija iliti razgovor darovan gospodi poklisarom” című röpiratát, amelyet a horvát illír mozgalom politikai, gazdasági, társadalmi és kulturális programjának tartottak. A röpirat a horvát parlament azon képviselőihez íródott, akiket a pozsonyi magyar országgyűlés képviselőivé választottak. Draskovich János grófot szellemi és politikai tevékenysége miatt gyakran a magyar Széchenyi István grófhoz hasonlítják. A gróf röpiratában a Habsburg Birodalom összes délszláv tartományát, azaz Horvátországot, Szlavóniát, Dalmáciát, Boszniát, Hercegovinát, Szlovéniát, Fiumét és a katonai határvidéket magában foglaló „Nagy Illíriát” képzelte el. Sürgette, hogy ez a „Nagy-Ilíria” legyen közigazgatásilag független Magyarországtól, melynek feje a „bannus” legyen, aki közvetlenül a királynak felelős. Ha a Habsburg-monarchia megtagadná ezeket a feltételeket, Draskovich azt javasolta, hogy az egyesült horvát területek váljanak el Magyarországtól. Emellett szorgalmazott bizonyos gazdasági és oktatási reformokat is, amelyek végső célja nem a feudális rendszer felszámolása, hanem hatékonyságának javítása volt.
A Disertaciját što nyelvjárásban írta, azon a nyelven, amelyet mivel a horvátok többsége ezt beszélte az illír mozgalom a zágrábi kaj nyelvjárás helyett átvett. Drašković a što dialektus hivatalos nyelvként való elfogadását is szorgalmazta. A Disertacija volt az első što dialektusban megjelent politikai röpirat, és ezért mintaként is szolgált a horvát nyelv későbbi szabványosításánál. Draskovich gróf minden erejét politikai tevékenységének és a magyarosítás elleni harcnak szentelte. 1838-ban, nagyrészt az ő közreműködésének köszönhetően, Zágrábban „Ilirska čitaonica” néven olvasókört alapítottak, amely az illír mozgalom találkozóhelyévé vált. A nemzeti mozgalom keretében részt vett a nemzeti intézmények, a Nemzeti Színház, Nemzeti Múzeum, a Matica hrvatska, és a Gazdasági Társaság megalapításában. 1842-ben a Matica hrvatska, a horvát kulturális egyesület első elnöke lett, mely tisztséget 1850-ig töltötte be. Az illír név 1843-as betiltását követő időszakban szinte teljes egészében a politikai tevékenységnek szentelte magát. A Horvát Néppárt prominens vezetőjeként a bécsi kormánnyal és udvarral, elsősorban Kulmer báróval való kapcsolatait felhasználva igyekezett megakadályozni a horvát nemzeti mozgalom befulladását, miközben továbbra is hevesen ellenállt a magyar nemzeti követeléseknek.  1848-ban lemondott a Néppárt éléről. Életkora miatt elutasította a báni tisztség elfogadására tett javaslatot. 1848 március 22-én ő elnökölt Zágrábban a szábor ülésén, ahol a közgyűlés megpróbálta megfogalmazni az 1848/49-es horvát mozgalom programját. Részt vett a horvát parlament munkájában, azzal érvelve, hogy Horvátországnak önálló kormányt kell kapnia, és a magyarokkal közös törvénykezést kell tartania, de igényeit hozzá kell igazítania.
1856-ban halt meg a stájerországi Radkersburgban, miközben egy németországi gyógyfürdőbe utazott. 1893 óta maradványai a zágrábi Mirogoj temető Illír Árkád részében nyugszanak.

## Házassága
1808. június 9-én feleségül vette báró Franziska Kulmer von Rosenpichl und Hohenstein (*1788. március 4.–†1846. március 15.) kisasszonyt, akitől nem született gyermeke.

## Munkái
Ein Wort an Illiriens hochherzige Töchter über die ältere Geschichte und neueste literarische Regeneration ihres Vaterlandes. Agram, 1838.
Emlékiratát Magyarország politikai helyzetéről Mária Teréziától a sérelmi országgyűlésig (mely Széchenyi István gróf eszméinek mintegy hírnöke volt), Dessewffy József gróf fordította latinból magyarra az 1825. országgyűlés tagjai közt való elterjesztés végett. (Széki Péter tette közzé a Hazánkban VII. 1887. 210–230. l.)

## Fordítás
Ez a szócikk részben vagy egészben  a   Janko Drašković című horvát Wikipédia-szócikk ezen változatának fordításán alapul.  Az eredeti cikk szerkesztőit annak laptörténete sorolja fel. Ez a jelzés csupán a megfogalmazás eredetét és a szerzői jogokat jelzi, nem szolgál a cikkben szereplő információk forrásmegjelöléseként.